# Cacahuamilpa
Cacahuamilpa är en ort i Mexiko.   Den ligger i kommunen Pilcaya och delstaten Guerrero, i den sydöstra delen av landet, 90 km söder om huvudstaden Mexico City. Cacahuamilpa ligger 1 267 meter över havet och antalet invånare är 942.
Terrängen runt Cacahuamilpa är kuperad. Runt Cacahuamilpa är det ganska tätbefolkat, med 108 invånare per kvadratkilometer. Närmaste större samhälle är Taxco de Alarcón, 17,6 km sydväst om Cacahuamilpa. I omgivningarna runt Cacahuamilpa växer huvudsakligen savannskog.